# الخطة الماليزية التاسعة
تُشير الخطة الماليزية التاسعة ، واختصارها '9MP'، إلى المخطط الشامل الذي أعدته وحدة التخطيط الاقتصادي (EPU) التابعة لرئاسة الوزراء ووزارة المالية في ماليزيا ووافق عليها مجلس الوزراء الماليزي. وتخصص الخطة الميزانية الوطنية من عام 2006 إلى عام 2010 لكل ما يخص كافة القطاعات الاقتصادية في ماليزيا.
وتم الإعلان عن هذه الخطة في 31 مارس 2006، وكشف عنها رئيس الوزراء الماليزي الخامس داتوك سيري عبد الله أحمد بدوي أمام البرلمان.
وقد أزيح الستار عن خطة التنمية الاقتصادية في ماليزيا في الوقت الذي كانت بدأت فيه الدولة التعافي من الأزمة المالية الأسيوية والظروف الاقتصادية الصعبة التي نتجت عن ارتفاع أسعار النفط. حيث أدى الغزو الأمريكي للعراق في عام 2003 إلى ارتفاع أسعار النفط بحيث وصل إلى 60 دولارًا أمريكيًا للبرميل في أغسطس من عام 2005، وهو ما سبق الإعلان عن هذه الخطة بشهور قليلة. وقد ذكر رئيس الوزراء هذين العاملين في خطابه عندما تناول موضوع الخطة الماليزية التاسعة في الحادي والثلاثين من مارس عام 2008، بالإضافة إلى مرض الالتهاب الرئوي الحادي (SARS) وفيروس إنفلونزا الطيور وزلزال يوم الهدايا (Boxing Day) في عام 2004، والذي تسبب في كارثة تسونامي.

## نظرة عامة
تضع الخطة الماليزية التاسعة في تصورها نمو الناتج المحلي الإجمالي (بالقيمة الحقيقية) في ماليزيا بنسبة 6.0% سنويًا في الفترة ما بين 2006 إلى 2010، وتسلط الضوء على خمسة محاور يُمكن لماليزيا من خلالها أن تتقدم اقتصاديًا. وهذه المحاور هي:
1. دفع الاقتصاد إلى أعلى سلسلة القيمة
2. رفع القدرة على التعلم والابتكار وتعزيز "العقليات المتميزة"
3. تناول أوجه عدم المساواة الاجتماعية والاقتصادية بشكل بنَّاء ومثمر
4. تحسين مستوى الحياة الجيدة واستدامتها
5. تعزيز القدرة المؤسسية والتنفيذية

## القضايا الرئيسية في الخطة الماليزية التاسعة

### البنية التحتية
- 1500 مليار رينغيت ماليزي مدخرات من الخصخصة
- 101111 مليار رينغيت ماليزي لهيئة تنمية منطقة إسكندر (IRDA)
- 3.58 مليار رينغيت ماليزي لبناء الطرق الريفية وتطويرها
- 29 مليار رينغيت ماليزي للتكنولوجيا الحيوية (البنية التحتية المادية والمرنة)
- 11 مليار رينغيت ماليزي لتطوير وتمديد مطار كوتا كينابالو الدولي، وهو المحور الثاني المنخفض التكلفة في ماليزيا
- الجسر الثاني والخط الحديدي الأحادي الذي يصل إلى جزيرة بينانج
- مدرج إضافي ومبنى مستقل تابع لمطار كوتا كينابالو الدولي
- سكة حديد مزدوجة في مناطق مختارة ذات أولوية
- أعمال تطوير في طريق باسير جودانج السريع وإنشاء طريق جوهر بهرو الشرقي السريع

### الصحة
- 10.28 مليار رينغيت ماليزي للوقاية من الأمراض
- 2.3 مليار رينغيت ماليزي لإنشاء المعهد القومي للسرطان والمعهد القومي للطب الشرعي والمعهد القومي لصحة الفم
- التخطيط لبناء ثماني مستشفيات جديدة...

### البيئة
- 510 مليون رينغيت ماليزي لتنظيف وتجميل الأنهار والحفاظ عليها
- 4 مليارات رينغيت ماليزي لمشاريع تخفيف آثار الفيضانات

### الزراعة
- 4.4 مليار رينغيت ماليزي لتحديث الزراعة
- 2.6 مليار رينغيت ماليزي لخدمات الدعم
- 1.5 مليار رينغيت ماليزي لبرامج الري الزراعي
- إعادة إحياء صناعة الكاكاو
- مليار رينغيت ماليزي لزراعة المزيد من الأشجار

### التعليم
- 690 مليون رينغيت ماليزي لإنشاء أماكن أو أحياء سكنية للمدرسين
- 143 مليون رينغيت ماليزي للأحياء في المناطق النائية مثل صباح وسرواق
- جامعات في ولايتيّ ترغكانو وكلنتن
- بناء 180 مدرسة ابتدائية و229 مدرسة ثانوية ومدارس داخلية تتسم بالإقامة الكاملة

### الثقافة والفنون والتراث
- 11.62 مليون رينغيت ماليزي للثقافة

## استعراض منتصف المدة
تم طرح استعراض منتصف المدة في البرلمان في السادس والعشرين من يونيو عام 2008. وتم تخصيص مبلغ إضافي يُقدر بثلاثين مليار رينغيت ماليزي للخطة، وبالتالي بلغ إجمالي الميزانية المخصصة 230 مليار رينغيت ماليزي. وسوف يتم إنفاق الثلاثين مليار رينغيت ماليزي الإضافية على:-
- 10 مليارات رينغيت ماليزي لمبادرات الأروقة
- 2 مليار رينغيت ماليزي لتطوير ولايتيّ صباح وسراوق
- 3 مليارات رينغيت ماليزي للأمن الغذائي
- 3 مليارات رينغيت ماليزي لصندوق الاستثمار الإستراتيجي
- 2 مليار رينغيت ماليزي لمشاريع السكك الحديد المزدوجة بين إيبوه وبادانج بيسار وسيريمبان وجيماس
- 2 مليار رينغيت ماليزي للبنية التحتية الريفية الإضافية
- 1.6 مليار رينغيت ماليزي للنقل العام
- مليار رينغيت ماليزي للإسكان منخفض التكلفة ومتوسط التكلفة
- 500 مليون رينغيت ماليزي لصندوق التعليم عالي التأثير.

## وصلات خارجية
- Ninth Malaysia Plan report by Economic Planning Unit
- Mid-Term Review of the Ninth Malaysia Plan